# Gabriele Salviati
Gabriele Salviati (ur. 29 marca 1910 w Bolonii, zm. 15 października 1987 tamże) – włoski lekkoatleta (sprinter), medalista olimpijski z 1932.
Na igrzyskach olimpijskich w 1932 w Los Angeles zdobył brązowy medal w sztafecie 4 × 100 metrów za zespołami Stanów Zjednoczonych i Niemiec (sztafeta włoska biegła w składzie: Giuseppe Castelli, Ruggero Maregatti, Salviati i Edgardo Toetti).
Był mistrzem Włoch w sztafecie 4 × 100 metrów i w sztafecie 4 × 200 metrów w 1932.
Dwukrotnie poprawiał rekord Włoch w sztafecie 4 × 100 metrów, doprowadzając go do wyniku 41,0 s (26 czerwca 1932 we Florencji).